# Вільям Марстон
Вільям Моултон Марстон або Чарльз Моултон (англ. William Moulton Marston; * 9 травня 1893, Согас, Массачусетс — 2 травня 1947) — американський практикуючий психолог, разом з дружиною Елізабет Голловей винахідник раннього прототипу детектору брехні за допомогою сфігмоманометра (апарату для вимірювання артеріального тиску), теоретик фемінізму, автор книг про самодопомогу та коміксів, найвідоміший з яких «Диво Жінка» (англ. Wonder Woman).
Дві жінки, його дружина Елізабет Голловей Марстон та їх поліаморна партнерка Олів Бірне, мали великий вплив на створення коміксів про  «Диво Жінку», які були внесені у Зал слави Премії Айснера у 2006 році.

## Біографія
Навчався в Гарвардському університеті, в 1915 році отримав там ступінь бакалавра мистецтв, в 1918 році — ступінь бакалавра права, в 1921 — став доктором філософських наук по психології.
Почав працювати викладачем психології в Американському університеті міста Вашингтон та в університеті Тафтс в місті Медфорд штату Орегон. В 1926 році отримав посаду директора зі зв'язків з громадськістю на студії Юніверсал в Каліфорнії, де попрацював лише рік.
Був одружений з Елізабет Холоувей Марстон, яка разом з Олівією Бірн, що проживала з подружжям в полігамних відносинах, стали праобразами і значно вплинули на створення коміксу «Диво Жінка». З Елізабет мав дітей Піта та Олів Ен, з Олівією — Бірна та Донна. Помер 2 травня 1947 року в Нью-Йорку від раку шкіри.

## Дослідження та винаходи

### Теорія DISC
В 1928 році була опублікована найвідоміша його книга «Емоції звичайної людини» (Emotions of Normal People), в якій була висвітлена теорія DISC.
Марстон вважав, що люди будують свою поведінку в просторі двох осей: активність і пасивність реагування в сукупності з доброзичливістю або ворожістю сприйняття оточуючих. Він розділив людей на чотири психологічних типи, представивши це у вигляді кола, розділеного двома прямими, розташованими під прямим кутом. Вийшли чотири сектори. Кожен сектор мав свою характеристику:
- Сектор Домінування (D, Dominance) — характеризував поведінку людей, віднесених до нього, активністю у ворожому оточенні;
- Сектор Впливу (I, Influence) — характеризував поведінку людей активністю в сприятливому навколишньому середовищі;
- Сектор Стабільності (S, Steadiness) — характеризував поведінку людей пасивністю в сприятливому навколишньому середовищі;
- Сектор Відповідності (C, Conscientiousness) — характеризував поведінку людей пасивністю у ворожому середовищі.

В 1940 році Волтер Кларк, використовуючи модель Марстона, створив інструмент, який назвав «Векторний Аналіз Діяльності». Він вимірював те, як людина сприймає сама себе і якою на її думку її сприймають інші люди. Комбінація з цих двох напрямків давала чотири шкали поведінкових реакцій: Агресивність, Привітність, Стабільність і Уникання.
У 1950-х Джон Клівер створив тест з 24 питань з варіантами відповідей, заснований на «Векторному Аналізі Діяльності». У опитувальнику необхідно було вибрати два слова з чотирьох даних — одне слово, яке підходило людині найбільше і одне, яке підходило найменше.

## Поліаморні відносини
Десь наприкінці 1920-х років до дому Марстонів увійшла Олівія Бірн, молода жінка, з якою Вільям Марстон познайомився в часи навчання в Универсітеті Тафтса.  Вільям був закоханий в неї. Його дружина Елізабет також була закохана в Олівію. Подружжя прожили в поліаморних відносинах втрьох до смерті Вільяма Марстона у 1947 році, а потім Елізабет та Олівія разом ще 38 років до смерті Олівії у 1985 роцї.  З Елізабет Вільям Марстон мав дітей Піта та Олів Ен, з Олівією — Бірна та Донна. Марстони  усиновлили дітей Олівії, коли жили втрьох. Елізабет Марстон померла 27 березня 1993, коли їй вже виповнилося 100 років.
- Емма (авторка коміксів)